# ウッディー島
ウッディー島（ウッディーとう、英語: Woody Island）、永興島（えいこうとう、中国語簡体字中国語: 永兴岛）またはフーラム島（フーラムとう、ベトナム語：Đảo Phú Lâm / 島富林）は、西沙諸島（パラセル諸島）にある島。同諸島で最大の島である。

## 地勢
西沙諸島（パラセル諸島）北東部のアンフィトリテ諸島（英語: Amphitrite Group、中国語: 宣徳環礁）に属し、同諸島の北方にある岩礁群とともに環礁を形成している。また、北東に石島があったが、現在は中国による埋め立てが進みウッディー島と一体化している。 
サンゴ礁に囲まれた平坦な島である。面積は2.1平方キロメートルで、平均海抜は5メートル。
気候は熱帯に属し、平均気温は26.5℃。

## 領有をめぐる状況

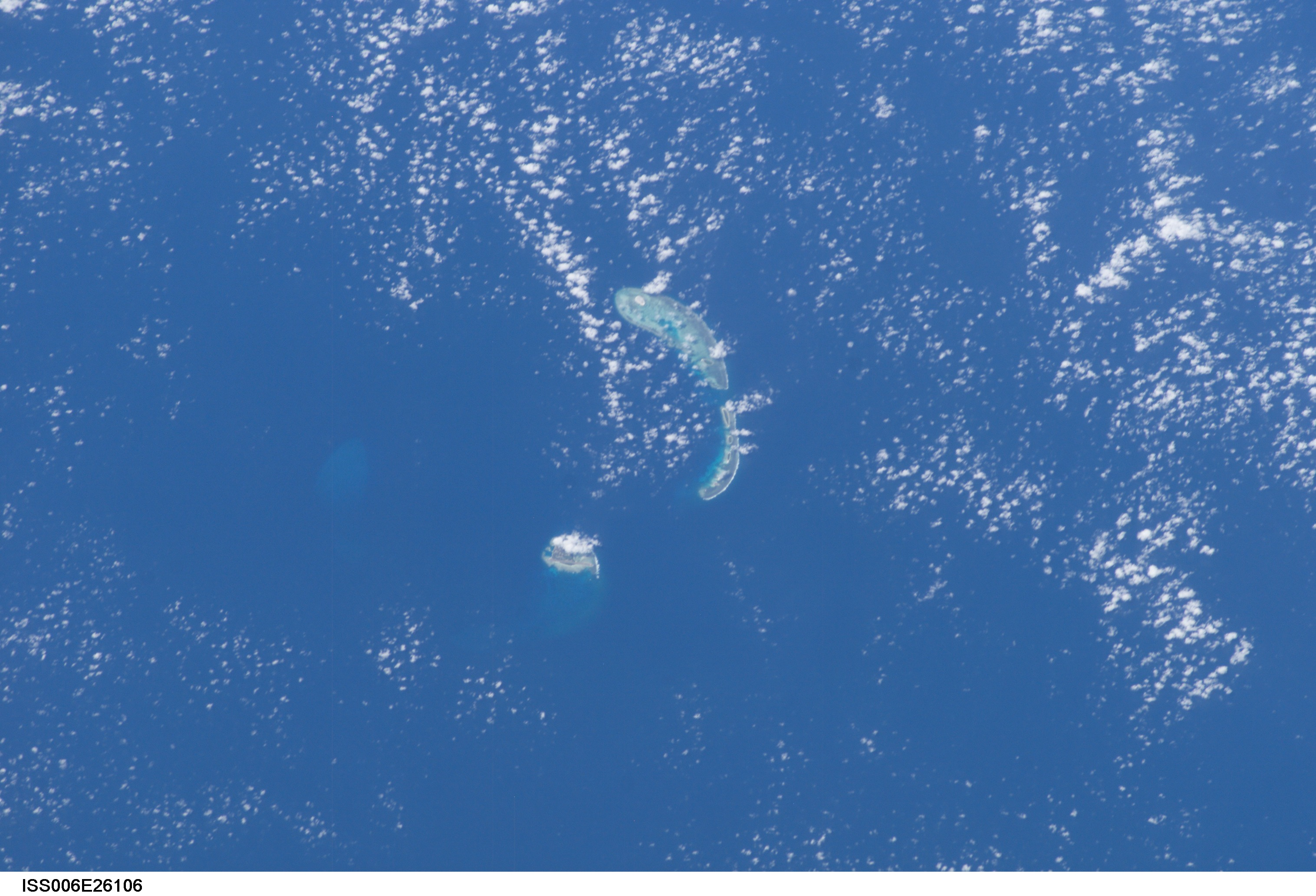
アンフィトリテ諸島。南側の島がウッディー島

ベトナムと台湾（中華民国）も領有権（主権）を主張している。1974年の西沙諸島の領有権をめぐるベトナム共和国（南ベトナム）との西沙諸島の戦いに勝利した中華人民共和国が、以降ウッディー島を含む西沙諸島全体を実効支配している。

## 中国による実効支配の状況
中国は領有権紛争のある南シナ海の島礁群を南海諸島と呼んで、その全体を海南省三沙市としている。そして、ウッディー島を南海諸島の中心とすべくあらゆる施設を建設し既成事実化を進めている。
島は航空海事軍事基地となっており、直径1.6km程度の島からはみ出すように延長2,700mもの滑走路が建設され、さらに3,000mに拡張されて軍民両用になっている。また、2015年10月にはJ-11等の戦闘機の展開が、2016年2月には長距離地対空ミサイルHQ-9の配備が確認されている。2017年4月にはアメリカのシンクタンクCSIS（戦略国際問題研究所）が、同島で3月に中国のJ-11戦闘機が約1年ぶりに確認されたことを明らかにした。
三沙市議事堂が置かれている。三沙市は南海諸島全体を管轄していることになっているが、実質は中国が実効支配している西沙諸島を管轄している。三沙市の住人のほとんどがこの島に住んでおり、三沙市議事堂は軍・政府関係者など1,000人程度のための議事堂である。
2015年には幼稚園や小学校が、2017年には映画館が開設された。

## 歴史
- 1932年 - フランスが占拠[12]。
- 1939年 - 大日本帝国が占拠[12]。
- 1956年 - 中国人民解放軍が本島を含むアンフィトリテ諸島に進駐[12]。
- 1959年 - 広東省海南行政区の弁事処が設置される[12]。
- 1974年 - ベトナム共和国（南ベトナム）と中華人民共和国の紛争（西沙諸島の戦い）の末、中華人民共和国が西沙諸島全体を占拠。
- 1988年 - 中華人民共和国が島に空港と港を建設する。
- 2012年 - 中華人民共和国国務院が三沙市の設置を承認し、市政府をウッディー島に置くと発表[13]。

## 交通
中国、海南島三亜市の文晶との間に定期貨客船の琼沙3号が就航している。